# Ủy ban cư dân

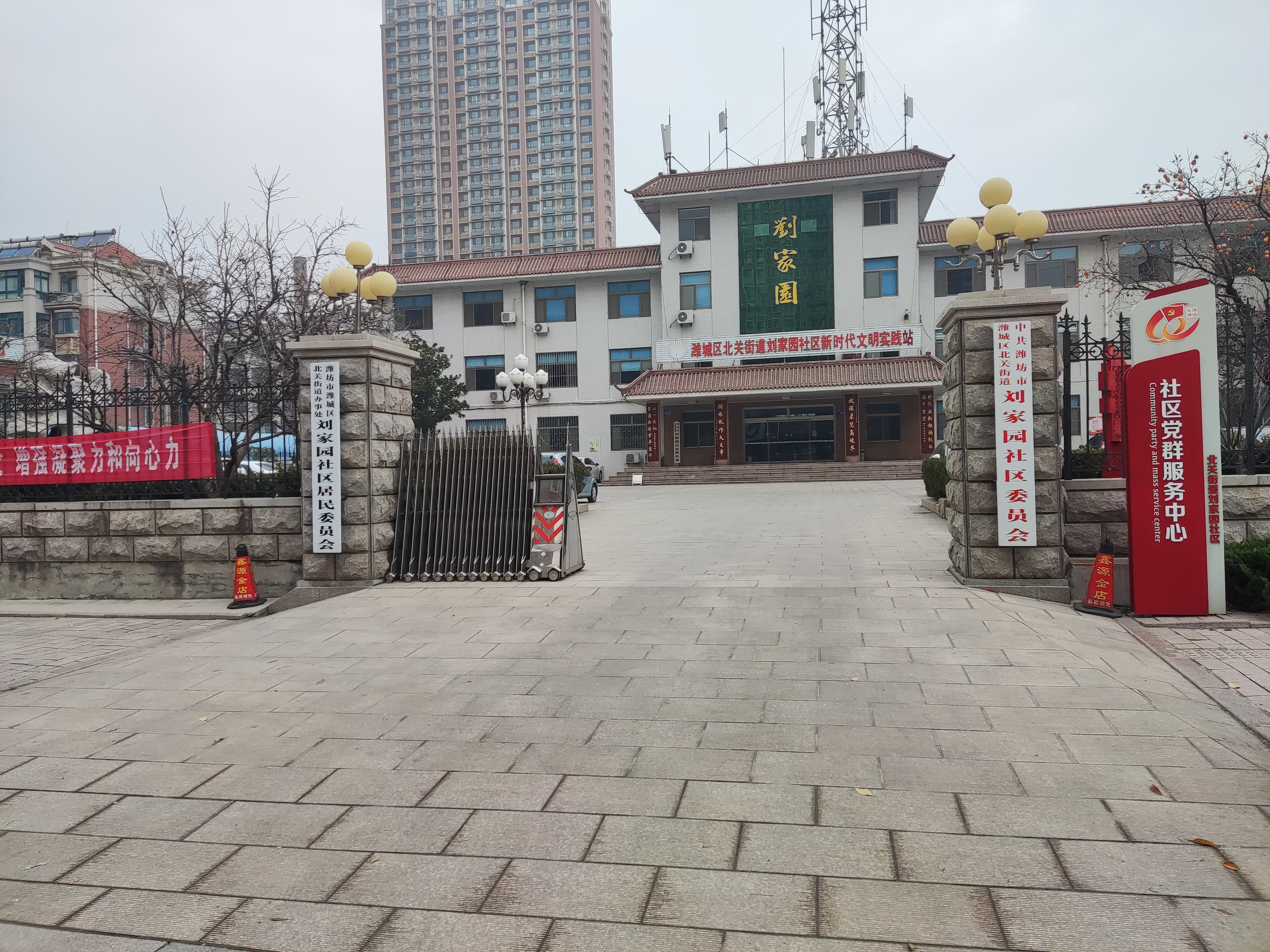
Một ủy ban cư dân ở Duy Phường, Sơn Đông, cùng nằm với ủy ban khu phố của Đảng Cộng sản, trung tâm phục vụ đảng, đoàn thể quần chúng và đại đội dân quân.

Ủy ban cư dân (giản thể: 居民委员会; phồn thể: 居民委員會; bính âm: jūmín wěiyuánhuì), viết tắt là juweihui hoặc juwei trong tiếng Trung, còn được dịch là ủy ban khu phố, hiệp hội cư dân, ủy ban khu dân cư, là tổ chức quần chúng tự trị cấp cơ sở dùng để tự quản, tự giáo dục và tự phục vụ dành cho cư dân ở Trung Quốc đại lục. Địa vị của ủy ban cư dân tương đương với ủy ban thôn dân ở nông thôn, cả hai đều không thuộc cơ quan nhà nước.
Ngày 23 tháng 10 năm 1949, đại biểu cư dân phố Thượng Dương Thạch, quận Thượng Thành, thành phố Hàng Châu, tỉnh Chiết Giang, đã bầu ra ủy ban cư dân đầu tiên của Cộng hòa Nhân dân Trung Hoa mang tên Ủy ban cư dân phố Thượng Dương Thạch.